# Ulm (Arkansas)
Ulm – miasto w Stanach Zjednoczonych, w stanie Arkansas, w hrabstwie Prairie.